# Julia Batelaan
Pour les articles homonymes, voir Batelaan.
 (janvier 2019).
Si vous disposez d'ouvrages ou d'articles de référence ou si vous connaissez des sites web de qualité traitant du thème abordé ici, merci de compléter l'article en donnant les références utiles à sa vérifiabilité et en les liant à la section « Notes et références ».
Julia Batelaan, née le 1er novembre 1996 aux Pays-Bas,, est une actrice néerlandaise.

## Filmographie

### Cinéma et téléfilms
- 2007-2012 : Goede tijden, slechte tijden : Amy Kortenaer
- 2012 : Magistratus: Overtura : Colinda
- 2014 : Divorce (nl) : La camarade de classe numéro 1
- 2015 : Visions : Sam Cassidy
- 2017 : Molly : Molly
- 2017 : Flikken Rotterdam (nl) : Annemarie van de Berg
- 2017-2018 : De Spa (nl) : Eef Schipper
- 2018 : Macho : Melanie
- 2018 : Schuldig of Niet? : Sara
- 2019 : Kill Mode : Molly